# 星斑距跗蛛
星斑距跗蛛（学名：Crustulina guttata）为球蛛科距跗蛛属的动物。分布于日本、欧洲以及中国大陆的新疆等地，多生活于草丛或林间落叶中以及也见于石下。
其种加词“guttata”意为“点状纹样的”。